# Dorami-chan: Mini-Dora SOS!!
Dorami-chan: Mini-Dora SOS!! (ドラミちゃん ミニドラSOS!!!) és un migmetratge del 1989 de la sèrie Doraemon, protagonitzat per Dorami. Dirigit per Makoto Moriwaki, va ser emés per À Punt en dos episodis, amb el nom Dorami i el Minidora.

## Trama
El film està ambientat l'any 2011, quan els personatges principals de Doraemon estan casats i tenen fills. A causa d'un esdeveniment inesperat, una de les Mini-Dora arriba del passat, però de seguida fa amistat amb Nobisuke, Giachibi i Suneki (respectivament els fills de Nobita, Gegant i Suneo) i els mostra tot el que té en les butxaques quadri-dimensional. La Dorami ha de trobar la Mini-Dora, però els xicons intentaran evitar tot això per quedar-se amb el seu amic.

## Distribució
El curt es va projectar als cinemes japonesos l'11 de març de 1989, juntament amb Doraemon: Nobita no Nippon tanjō.